# Vittorio Vatteroni
Vittorio Vatteroni (Carrara, 26 aprile 1962) è un attore italiano.

## Biografia
Dal 1978 partecipa ad opere di teatro e dal 1982 è attivo anche in televisione. Nel 1995 ha inventato il premio per doppiatori Leggio d'oro, di cui conduce anche la cerimonia.
Ha interpretato vari ruoli di secondo piano in alcuni film, tra cui L'estate sta finendo, Good morning Babilonia, A ruota libera, Andata e ritorno, La marea, Non c'è tempo per gli eroi oltre ad altri.
Vatteroni ha vinto vari premi, tra cui nel 2009 la medaglia d'oro della Repubblica, per aver ideato il Leggio d'oro insieme al regista Alessio Bernardini. Nel 2007 ha ricevuto un premio per "miglior regia teatrale" per la commedia Se devi dire una bugia dilla grossa al festival di Sarzana..